# Dypsis oreophila
Dypsis oreophila – gatunek palmy z rzędu arekowców (Arecales). Występuje endemicznie na Madagaskarze, w prowincjach Antsiranana, oraz Toamasina. Można go spotkać między innymi w Parku Narodowym Marojejy, czy ścisłym specjalnym Tsaratanana.
Rośnie w bioklimacie wilgotnym, jak i średniowilgotnym. Występuje na wysokości do 500–2000 m n.p.m.